# Liste der Universitäten in Spanien
Dies ist eine Liste der Universitäten in Spanien. Das spanische Ministerium für Bildung und Forschung weist im Land insgesamt 73 Universitäten (spanisch: Universidad; galicisch: Universidade; katalanisch: Universitat) aus; diese unterteilen sich in 50 staatliche Universitäten und 23 private Universitäten. Die größten Universitäten in Spanien gehören zu den größten in ganz Europa.
| Platz | Universität                             | Studentenzahl nach Eigenangabe |
| ----- | --------------------------------------- | ------------------------------ |
| 1     | Nationale Fernuniversität - UNED Madrid | 260.000                        |
| 2     | Universität Granada                     | 88.100                         |
| 3     | Universität Barcelona                   | 87.400                         |
| 4     | Universität Sevilla                     | 84.700                         |
| 5     | Universität Complutense Madrid          | 77.300                         |
| 6     | Universität Valencia                    | 58.500                         |
| 7     | Universität Baskenland                  | 48.132                         |
| 8     | Polytechnische Universität Madrid       | 40.000                         |
| 9     | Universität Saragossa                   | 38.000                         |
| 10    | Universität Santiago de Compostela      | 39.007                         |

Die Universitäten der autonomenen Provinzen Baskenland, Galicien, Valencia und Katalonien bieten Studiengänge neben Spanisch auch in den jeweiligen Regionalsprachen an.

## Staatliche Universitäten
- Universität A Coruña in A Coruña und Ferrol
- Provinz Alicante
  - Universität Alicante, Alicante
  - Universität Miguel Hernández
- Universität Almería in Almería
- Universität der Balearen in Palma
- Liste der Universitäten in Barcelona
  - Autonome Universität Barcelona
  - Universität Barcelona
  - Universität Pompeu Fabra Barcelona
  - Polytechnische Universität Katalonien, Barcelona
- Universität Baskenland
- Universität Burgos in Burgos
- Universität Cádiz in Cádiz
- Polytechnische Universität Cartagena
- Universität Jaume I in Castellón de la Plana
- Universität Córdoba
- Universität Extremadura in Badajoz und Cáceres
- Universität Girona
- Universität Granada
- Universität Huelva
- Universität Jaén
- Kantabrien
  - Universität Kantabrien in Santander und Torrelavega
  - Internationale Universität Menéndez Pelayo in Santander
- Universität Kastilien-La Mancha in Ciudad Real, Toledo, Albacete und Cuenca
- Universität La Laguna in La Laguna auf Teneriffa
- Universität Las Palmas de Gran Canaria auf Gran Canaria
- Universität La Rioja
- Universität León
- Universität Lleida
- Liste der Universitäten in Madrid
  - Universität Alcalá (1977) in Alcalá de Henares
  - Autonome Universität Madrid
  - Universität Carlos III Madrid
  - Universität Complutense Madrid (Universidad Complutense de Madrid)
  - Universidad Nacional de Educación a Distancia (Nationale Fernuniversität)
  - Polytechnische Universität Madrid
  - Universität Rey Juan Carlos Madrid
- Universität Málaga in Málaga
- Universität Murcia
- Staatliche Universität Navarra in Pamplona (Universidad Pública de Navarra)
- Universität Oviedo in Asturias
- Universität Salamanca
- Universität Santiago de Compostela in Santiago de Compostela und Lugo
- Universität Saragossa
- Sevilla
  - Internationale Universität Andalusiens
  - Universität Sevilla
  - Universität Pablo de Olavide Sevilla
- Universität Rovira i Virgili in Tarragona
- Universität Valladolid in Valladolid
- Valencia
  - Universität Valencia
  - Polytechnische Universität Valencia
- Universität Vigo in Vigo, Pontevedra und Ourense

## Private Universitäten

### KonfessionslosePrivatuniversitäten
- Europäische Universität Madrid
- Europäische Universität Miguel de Cervantes in Valladolid
- IE Universität in Segovia
- Internationale Universität Kataloniens in Barcelona
- Internationale Universität zu La Rioja in Barcelona
- Madrider Fernuniversität in Madrid
- Offene Universität Kataloniens in Barcelona
- Ramon-Llull-Universität in Barcelona
- TECH Technologische Universität in Tenerife
- Universität Alfons X. der Weise in Madrid
- Universität Antonio de Nebrija in Madrid
- Universität Camilo José Cela in Madrid
- Universität Isabel I in Burgos
- Universität Mondragón in Mondragón
- Universität Vic in Vic

### Katholische Universitäten
- Katholische Universität Ávila
- Katholische Universität Murcia
- Katholische Universität Valencia Sankt Vinzenz der Märtyrer
- Kirchliche Universität Heiliger Damasus in Madrid
- Päpstliche Universität Comillas, gegründet in Comillas, seit 1968 in Madrid
- Päpstliche Universität Salamanca in Salamanca
- Universität Deusto in Bilbao
- Universität CEU Abt Oliba in Barcelona
- Universität CEU Kardinal Herrera in Valencia
- Universität CEU St. Paul in Madrid
- Universität Francisco de Vitoria in Madrid
- Universität Hl. Georg in Saragossa
- Universität Navarra in Pamplona